# Анновско-Вировский сельский совет
Анновско-Вировский сельский совет (укр. Ганнівсько-Вирівська сільська рада) — входит в состав Белопольского района Сумской области Украины.
Административный центр сельского совета находится в селе Анновка-Вировская.

## Населённые пункты совета
- Анновка-Вировская
- Котенки
- Смоляниковка